# Рогалин

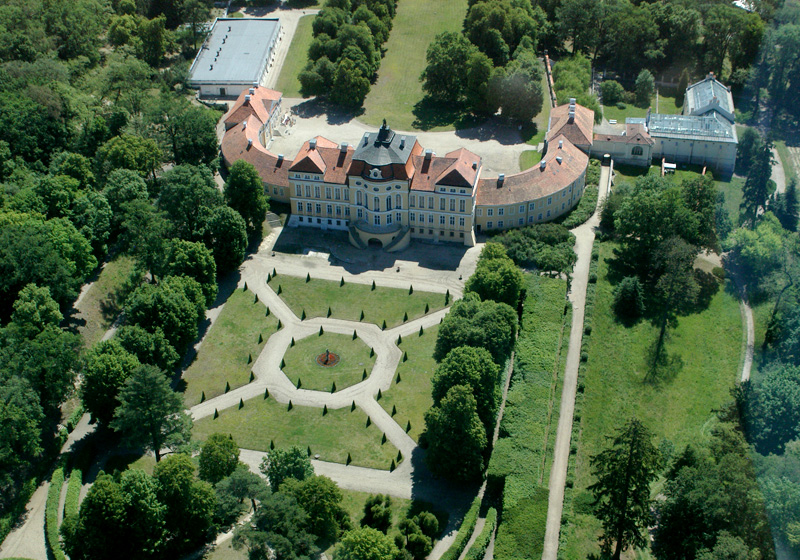
Дворец с парком в Рогалине

Рогалин (пол. Rogalin) — село в Польше, входит в состав гмины (волости) Мосина Познанский повят, Великопольское воеводство. Расположена в 20 км южнее Познани на реке Варта — притока Одры (Одера).
Население — около 700 человек.

## История
Первое упоминание относится к XIII веку. Со 2-й половины XVIII в. село перешло в собственность Казимира Рачинского, генерального старосты великопольского и коронного маршалка.

## Достопримечательности
- Классический дворец эпохи барокко, парк и конюшня XVIII века.
- Костел св. Марцелина.
- Рогалинская Галерея при Национальном Музее во дворце. В состав галереи входят более 300 картин, скульптур, других предметов искусства. В коллекции полотна Яна Матейко, Я. Мальчевского, Ст. Выспяньского, Л. Вычулковского, А. Герымского, П. Делароша, Ю. Фалата и др.

## Известные уроженцы и жители
- Арцишевский, Христофор (1592—1656) — известный полководец XVII века, польский шляхтич, голландский генерал и генерал коронной артиллерии Речи Посполитой.
- Рачинский, Эдвард Бернард (1891—1993) — польский политик, дипломат, писатель, президент Польши (в изгнании) в период 1979—1986 годов.